# 書簡集 10th ANNIVERSARY 八夜連続コンサート"時の流れに"ライヴ
『書簡集 10th ANNIVERSARY 八夜連続コンサート"時の流れに"ライヴ』（しょかんしゅう）は、1984年6月25日にアナログLPで発売されたさだまさしのライブ・アルバムである。

## 解説
10枚組ライブ・アルバムである。1983年10月7日 - 10月17日・24日にフェスティバルホール（大阪）、11月23日 - 12月2日・10日に愛知厚生年金会館および名古屋市民会館、12月14日 - 12月28日に東京厚生年金会館、普門館および昭和女子大学人見記念講堂にて行われたコンサート「10th ANNIVERSARY 八夜連続コンサート"時の流れに"」を抜粋・任意に選曲されたライブ・アルバムである。CD化された際にはセットでなくバラ売りされ、それぞれ第一信-第十信と銘打たれた。後に『親展 さだまさし10th ANNIVERSARY 八夜連続コンサート"時の流れに"ライヴ』と銘打たれた2枚組抜粋盤がリリースされた。またこの３公演を合わせたトーク集『時の流れに〈噺歌集Ⅲ〉』（文春文庫）が出版されている。なお大阪公演と名古屋公演の間に当時のバックバンド「ふりーばる～ん」のリーダーでエレキギターの福田幾太郎が交通事故死しており、名古屋公演と東京公演は急遽メンバーに加わった立山健彦による演奏となっている。噺歌集Ⅲにはそのことに触れているトークも入っている。

## 収録曲

### DISC 1

#### SIDE 1
1. 無縁坂
1983年10月7日 大阪フェスティバルホールでの収録。
2. 笑顔同封
1983年10月7日 大阪フェスティバルホールでの収録。
3. 19才
1983年10月7日 大阪フェスティバルホールでの収録。
4. 雪の朝
1983年10月7日 大阪フェスティバルホールでの収録。
5. 春への幻想
1983年10月7日 大阪フェスティバルホールでの収録。

#### SIDE 2
1. 殺風景
1983年10月7日 大阪フェスティバルホールでの収録。
2. 朝刊
1983年10月7日 大阪フェスティバルホールでの収録。
3. ひとり占い
1983年10月8日 大阪フェスティバルホールでの収録。
4. 女郎花
1983年10月8日 大阪フェスティバルホールでの収録。
5. 追伸
1983年10月8日 大阪フェスティバルホールでの収録。

### DISC 2

#### SIDE 1
1. あこがれ
1983年10月8日 大阪フェスティバルホールでの収録。
2. 残像
1983年10月8日 大阪フェスティバルホールでの収録。
3. ほおずき
1983年10月8日 大阪フェスティバルホールでの収録。
4. 告悔
1983年10月8日 大阪フェスティバルホールでの収録。
5. 掌
1983年10月8日 大阪フェスティバルホールでの収録。

#### SIDE 2
1. さよならコンサート
クラフトへの提供作品のセルフ・カヴァー。
1983年10月8日 大阪フェスティバルホールでの収録。
2. フレディもしくは三教街〜ロシア租界にて〜
1983年10月8日 大阪フェスティバルホールでの収録。
3. 縁切寺（with 吉田政美）
1983年10月7日 大阪フェスティバルホールでの収録。
4. 精霊流し（with 吉田政美）
1983年10月7日 大阪フェスティバルホールでの収録。

### DISC 3

#### SIDE 1
1. きみのふるさと
1983年10月12日 大阪フェスティバルホールでの収録。
2. 絵はがき坂
1983年10月12日 大阪フェスティバルホールでの収録。
3. 異邦人
1983年10月12日 大阪フェスティバルホールでの収録。
4. 指定券
1983年10月12日 大阪フェスティバルホールでの収録。
5. 吸殻の風景
1983年10月12日 大阪フェスティバルホールでの収録。

#### SIDE 2
1. 多情仏心
1983年10月12日 大阪フェスティバルホールでの収録。
2. 線香花火
1983年10月12日 大阪フェスティバルホールでの収録。
3. 童話作家
1983年10月12日 大阪フェスティバルホールでの収録。
4. 転宅
1983年10月12日 大阪フェスティバルホールでの収録。
5. 夕凪
1983年10月12日 大阪フェスティバルホールでの収録。

### DISC 4

#### SIDE 1
1. 最后の頁
1983年12月23日 東京・普門館での収録。
2. 天文学者になればよかった
1983年12月23日 東京・普門館での収録。
3. パンプキン・パイとシナモン・ティー
1983年12月23日 東京・普門館での収録。
4. 惜春
1983年12月23日 東京・普門館での収録。
5. フェリー埠頭
1983年12月23日 東京・普門館での収録。

#### SIDE 2
1. 風の篝火
1983年12月23日 東京・普門館での収録。
2. 歳時記（ダイアリィ）
1983年12月23日 東京・普門館での収録。
3. 加速度
1983年12月23日 東京・普門館での収録。
4. 療養所（サナトリウム）
1983年12月23日 東京・普門館での収録。

### DISC 5

#### SIDE 1
1. なつかしい海〜My little shore〜
1983年12月24日 東京・普門館での収録。
2. 距離
1983年12月24日 東京・普門館での収録。
3. 検察側の証人
1983年12月24日 東京・普門館での収録。
4. たずねびと
1983年12月24日 東京・普門館での収録。
5. 推理小説（ミステリー）
1983年12月24日 東京・普門館での収録。

#### SIDE 2
1. 木根川橋
1983年12月24日 東京・普門館での収録。
2. 関白宣言
1983年12月24日 東京・普門館での収録。
3. 空蝉
1983年12月24日 東京・普門館での収録。
4. 聖夜
1983年12月24日 東京・普門館での収録。

### DISC 6

#### SIDE 1
1. 分岐点
1983年12月26日 東京・人見記念講堂での収録。
2. 第三者
1983年12月26日 東京・人見記念講堂での収録。
3. 明日檜（あすなろ）
1983年12月26日 東京・人見記念講堂での収録。
4. 博物館
1983年12月26日 東京・人見記念講堂での収録。

#### SIDE 2
1. 住所録
1983年12月26日 東京・人見記念講堂での収録。
2. 鳥辺野
1983年12月26日 東京・人見記念講堂での収録。
3. 昔物語
1983年12月26日 東京・人見記念講堂での収録。
4. 生生流転
1983年12月26日 東京・人見記念講堂での収録。

### DISC 7

#### SIDE 1
1. あなたが好きです
1983年12月27日 東京・人見記念講堂での収録。
2. 桃花源
1983年12月23日 東京・普門館での収録。
3. 晩鐘
1983年12月27日 東京・人見記念講堂での収録。
4. セロ弾きのゴーシュ
1983年12月27日 東京・人見記念講堂での収録。

#### SIDE 2
1. 虫くだしのララバイ
1983年12月27日 東京・人見記念講堂での収録。
2. 人買
1983年12月27日 東京・人見記念講堂での収録。
3. 片おしどり
1983年12月27日 東京・人見記念講堂での収録。
4. ひき潮
1983年12月27日 東京・人見記念講堂での収録。

### DISC 8

#### SIDE 1
1. 北の国から〜遥かなる大地より〜 - 蛍のテーマ－
1983年12月27日 東京・人見記念講堂での収録。
2. 極光（オーロラ）
1983年12月23日 東京・普門館での収録。
3. 不良少女白書
1983年12月26日 東京・人見記念講堂での収録。
4. 小夜曲
1983年12月27日 東京・人見記念講堂ての収録。

#### SIDE 2
1. 前夜（桃花鳥(ニッポニア・ニッポン)）
1983年12月27日 東京・人見記念講堂での収録。
2. 望郷
1983年12月27日 東京・人見記念講堂での収録。
3. 償い
1983年12月27日 東京・人見記念講堂での収録。
4. 祈り
1983年12月27日 東京・人見記念講堂での収録。

### DISC 9

#### SIDE 1
1. 道化師のソネット
1983年10月24日 大阪フェスティバルホールでの収録。
2. 案山子
1983年10月24日 大阪フェスティバルホールでの収録。
3. 安曇野
1983年10月24日 大阪フェスティバルホールでの収録。
4. つゆのあとさき
1983年10月12日 大阪フェスティバルホールでの収録。

#### SIDE 2
1. 驛舎（えき）
1983年12月26日 東京・人見記念講堂での収録。
2. 天までとどけ
1983年12月23日 東京・人見記念講堂ての収録。
3. 胡桃の日
1983年10月24日 大阪フェスティバルホールでの収録。
4. まほろば
1983年10月24日 大阪フェスティバルホールでの収録。

### DISC 10

#### SIDE 1
1. 交響楽（シンフォニー）
1983年10月24日 大阪フェスティバルホールでの収録。
2. 檸檬
1983年12月23日 東京・普門館での収録。
3. しあわせについて
1983年12月26日 東京・人見記念講堂での収録。
4. 黄昏迄
1983年10月24日 大阪フェスティバルホールでの収録。

#### SIDE 2
1. 向い風
1983年10月24日 大阪フェスティバルホールでの収録。
2. 飛梅
1983年12月28日 東京・人見記念講堂での収録。
3. 秋桜
1983年12月28日 東京・人見記念講堂での収録。
4. 防人の詩
1983年12月28日 東京・人見記念講堂での収録。